# Нагорное (Вологодский район)
Нагорное — деревня в Вологодском районе Вологодской области.
Входит в состав Спасского сельского поселения, с точки зрения административно-территориального деления — в Спасский сельсовет.
Расстояние по автодороге до районного центра Вологды — 14 км, до центра муниципального образования Непотягово — 4 км. Ближайшие населённые пункты — Чебаково, Жилино, Можайское. Восточнее деревни Нагорное берёт начало река Шограш.

## Население
| 2010 |
| ---- |
| 9    |

Численность населения по переписи 2002 года — 7 человек.